# José Arrue
José Arrue Valle (Bilbao, 1 de septiembre de 1885 - Llodio, 5 de abril de 1977) fue un pintor español.

## Biografía

### Primeros años
Pintor, dibujante, cartelista e ilustrador vasco, hermano de los también pintores Alberto (1878-1944), Ricardo (1889-1978) y Ramiro (1892-1971) y de Matilde (1883-1972) y Luisa (1887-1969) Arrue y Valle.

Sus padres fueron Lucas de Arrue y Gorostiza y Eulalia del Valle e Izaguirre. 

Nació el 1 de septiembre de 1885 en la calle Autonomía de la Anteiglesia o República de Abando, anexionada en 1890 a la Villa de Bilbao.

Realizó los estudios primarios en el Colegio de San Nicolás de la calle Bidebarrieta y el Bachillerato en el Instituto de Enseñanza Media de Bilbao, al mismo tiempo que se formaba artísticamente en el estudio del pintor Antonio Lecuona, en la calle de La Cruz, y, posteriormente, en la Escuela de Artes y Oficios de Bilbao, inaugurada en 1879, en la calle María Muñoz, donde recibía lecciones de Antonino Aramburu, Federico Sáenz y Anselmo Guinea.

La muerte temprana de su madre, el 29 de noviembre de 1892, hizo que quien se encargara de la educación de los hermanos fuera la hermana de su padre, Matide Arrue Gorostiza, mujer culta y de grandes inquietudes artísticas, dedicada al negocio de las antigüedades y responsable, en gran parte, de la afición pictórica de sus sobrinos. El padre fallecería el 20 de junio de 1904.

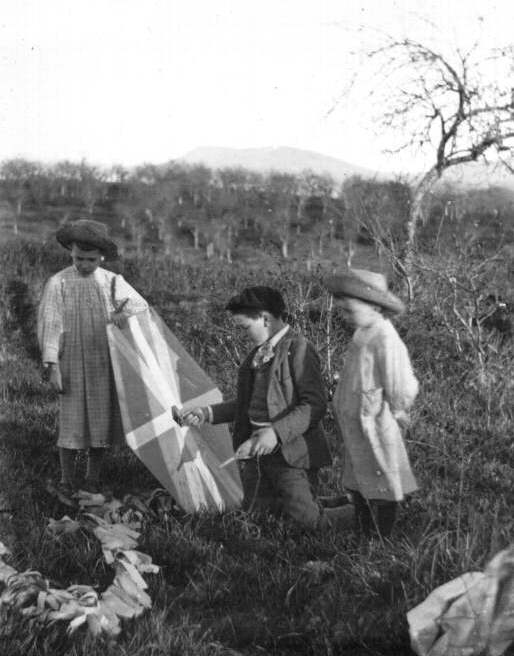
José (en el centro), Ricardo y Ramiro en 1895

En 1897, con 12 años de edad, comenzó a viajar con su tía Matilde por Francia, visitando Bayona, Burdeos, Marsella y Niza.

Por otro lado, el ambiente de la casa familiar en la que vivió su infancia, fue decisivo en impulsar y mantener el espíritu artístico de los hermanos Arrue. Lucas Arrue, el padre, poseía en el salón de la casa una gran colección de cuadros y una biblioteca llena de libros con láminas y grabados, donde pasaba sus horas libres acompañado de sus hijos. 

Con solo 8 años, pintó a la acuarela dos retratos de Zumalacárregui, uno de ellos a caballo.

### Barcelona, París e Italia
Finalizados los estudios de Bachillerato y los de la Escuela de Artes y Oficios, amplió su formación, entre 1902 y 1906,  viajando por España, Francia e Italia.

Con 16 años, en Barcelona (1902-1904), asistió a las clases del Círculo Artístico por recomendación del pintor Ramón Casas a cuyo estudio, en el Paseo de Gracia, acudía una vez por semana llevándole los dibujos que entonces realizaba y recibiendo sus consejos. Allí conoció a otros pintores barceloneses, como Miguel Utrillo y Santiago Rusiñol, además de Isidre Nonell, pintor, Olegario Junyent, pintor y escenógrafo y Sebastián Junyent, pintor y crítico de arte.

Años después, en 1916, volvería con Alberto a Barcelona para exponer en Galerías Layetanas; en esta exposición Miguel Utrillo compró El Txistulari de Alberto y Boga boga mariñela de José.

También en Barcelona, y con 16 años,  hizo uno de sus primeros cuadros, el retrato de un panadero establecido frente a la tienda de antigüedades de su tía Matilde, en la calle de la Paja.

De vuelta a Bilbao trabajó con su hermano Alberto en el estudio que este tenía en el ático del edificio n.º 12 de la calle Ibáñez de Bilbao. Este estudio, al que ellos llamaban “taller”, fue luego utilizado por otros artistas, como Gustavo de Maeztu. Al lado se encontraba el de Aurelio Arteta.

En esta misma época ayudó a Alberto a pintar las decoraciones de varias obras de teatro del periodista y dramaturgo Alfredo de Etxabe, impulsor del teatro lírico vasco, quien firmaba con el pseudónimo El de Iturribide. Las obras que decoraron en el Centro Vasco de Bilbao fueron La alianza republicana, Lenago hil y la zarzuela Bide onera.

En París (1905)  se estableció con su hermano Alberto en el Barrio Latino, en el n.º 38 de la calle Dauphine, cerca del Boulevard Saint Germain. Ambos acudieron a la famosa escuela libre de arte Académie de la Grande Chaumière.

En un largo viaje por Italia (1906), junto con sus hermanos y su tía Matilde, tuvo oportunidad de estudiar in situ  las obras de los grandes clásicos.

En el camino se detuvieron en Niza donde coincidieron con Florencio Constantino considerado por entonces como uno de los mejores tenores del momento. En el Casino, Constantino iba a estrenar la ópera Manon de Puccini y Alberto y José le ayudaron a la caracterización y maquillaje en cada uno de los actos del drama. Más tarde, en Milán, volvieron a coincidir con Constantino y gracias a la “propaganda” que les hizo en el ambiente operístico, ambos hermanos realizaron varios retratos de cantantes de ópera, compañeros de Constantino, lo que representó una ayuda económica para poder vivir en Italia. 

### Vuelta a Bilbao
Abandonó Milán y regresó a Bilbao con la intención de presentarse a las oposiciones para conseguir una pensión de la Diputación, pero éstas se pospusieron por lo que volvió a trabajar en el taller de Ibáñez de Bilbao.

Su amigo, el escultor Nemesio Mogrobejo, al ver sus “escenas vascas”, le animó a que se las dejara para venderlas entre sus amistades; y así lo hizo, consiguiendo además nuevos encargos.

Uno de estos encargos fue el de Don Laureano de Jado, (filántropo e ingeniero de minas que contribuyó, entre otras obras, a la creación del Museo de Bellas Artes de Bilbao en 1908). Jado pagó 1000 pesetas por la obra, precio importante para aquel momento. La tabla, un óleo de 45,5 x 56 cm, representa una romería con una multitud de personajes tratados con minuciosidad, lo que permite, a pesar de su gran número y pequeño tamaño, mantener su individualidad, característica esta de todas las romerías de José Arrue. En el ángulo inferior derecho aparece dibujado el perfil del pintor, de espalda y mirando hacia el grueso de la escena, y frente a él, su hermano Alberto. La obra fue legada por Jado, junto con otras valiosas obras de su colección, al Museo de Bellas Artes, en 1926.

### El Coitaoy Sevilla con Maeztu
El domingo, 26 de enero de 1908, veía la luz en Bilbao el primer ejemplar del semanario satírico El Coitao, subtitulado Mal llamao. Periódico artístico, literario y radical de Bilbao. 

Los entonces jóvenes artistas plásticos promotores del proyecto fueron Alberto Arrue, José Arrue, Gustavo de Maeztu, Ángel Larroque y Nemesio Mogrobejo, siendo los escritores colaboradores, Ricardo Gutiérrez Abascal, Tomás Meabe y Ramón de Basterra, todos ellos con una edad de entre veinte y treinta años. También participaron escritores ya consagrados como Ramiro de Maeztu, José María Salaverría y, especialmente, Miguel de Unamuno a quien José Arrue agradecía su colaboración por medio de sus propios dibujos. La aportación económica para iniciar el proyecto también se debió a José Arrue con ochocientas pesetas. La redacción y administración figuraba en el n.º 12 de la calle Ibáñez de Bilbao, en cuyo ático tenía el taller, desde 1902, Alberto Arrue y donde también trabajaba José.

La publicación criticó sin concesiones el “pobre y limitado” ambiente artístico y social de Bilbao, lo que suscitó poderosas críticas de los que se sintieron aludidos y provocó el cierre definitivo tras solo ocho números de vida, pero se creó la semilla para la posterior creación de la Asociación de Artistas Vascos.

En la primavera de 1908 realizó con Gustavo de Maeztu un viaje a Sevilla donde vivieron unos meses para ver las procesiones y la feria. Allí se juntaron con otros pintores como el argentino Pablo Arriaran al que habían conocido en París, los hermanos Solana (José y Manuel Gutiérrez Solana) y Ricardo Baroja. Juntos recorrieron toda Sevilla hasta que finalizó la feria. Más tarde, Pablo Arriaran, Maeztu y José Arrue, alquilaron una habitación en Triana, frente a la Torre del Oro, donde vivieron unos meses hasta la llegada del verano, trabajando y, en alguna ocasión, visitando ganaderías como la de Miura.
De esta época son los tres cuadros de ambiente sevillano titulados Procesión en Sevilla. El Paso del Baratillo, Feria de Sevilla. La Pasarela y En la Feria. La Caseta nº 13, honrada con la presencia de Antonio Fuentes  que, junto a otros cuadros de tipos parisinos, constituyen algunas de las escasas excepciones de la obra de José Arrue ambientadas fuera del país vasco. 

De vuelta a Bilbao, fue nombrado profesor de dibujo de figura en la Escuela de Artes y Oficios, en sustitución de Pedro Torróntegui. 

Su afición a los toros hizo que, tras una apuesta, debutara como torero el 17 de octubre de 1909, en la desaparecida Plaza de Toros de Indautxu de Bilbao. Su amigo Luis Mogrobejo, marino mercante y primo del escultor, quiso acompañarle y ambos se entrenaron en Orozco durante el verano. Dirigió la lidia el famoso novillero Antolín Arenzana, Recajo, quien además le prestó el traje.

### Orozco, AAV y de nuevo en París
El 3 de septiembre de 1910 contrajo matrimonio con Segunda Mendizabal Rotaetxe en Orozco, donde residieron hasta 1920 y donde nacerían sus dos hijas, Mª Luisa y Mª Natividad. Los veranos los solían pasar alternando San Juan de Luz, Bakio y Sopelana, donde José Arrue continuaba pintando.

El 29 de octubre de 1911 se fundó en Bilbao la Asociación de Artistas Vascos, con la finalidad primordial de "fomentar el desarrollo de las bellas artes, organizar exposiciones, concursos y conferencias, creando una biblioteca y proporcionando a los artistas los medios necesarios para que puedan enviar sus obras a las exposiciones que se celebran fuera de Bilbao" (Art. I de los estatutos).

José Arrue participó activamente como miembro fundador y ocupó, a lo largo de los años, diferentes puestos como contador, bibliotecario y tesorero.

La primera Junta Directiva estaba integrada por Alberto Arrue, como presidente, Quintín de Torre, Gustavo de Maeztu, Julián de Tellaeche, Aurelio Arteta, Pedro Guimón, Ángel Larroque y Antonio de Guezala. 

En 1913, al acabar el verano, José Arrue, junto con su familia, se instaló en París, rue Saint Jacques n.º 282, donde tenían el estudio sus hermanos Ricardo y Ramiro, quienes desde 1907 vivían con su tía Matilde en el n.º 22 de la rue Bonaparte. Durante esta época siguió trabajando y dibujando, fundamentalmente tipos parisinos de los mercados y muelles del Barrio Latino.

También en París tuvo oportunidad de acudir al banquete-homenaje que se celebró en el Café de la Rotonde en honor de Blasco Ibáñez  como despedida por su próxima vuelta al mundo. Entre los asistentes del grupo vasco se encontraba Pío Baroja.

Su amigo el escultor Paco Durrio quiso convencerle de que se quedara en París, pero al iniciarse la Primera Guerra Mundial, José, su mujer y su hija volvieron a Orozco. 

Las escasas comunicaciones de Orozco en aquella época y, como consecuencia, su aislamiento, contribuyeron a la conservación del carácter y de las costumbres del pueblo vasco, lo que sirvió de modelo a José Arrue para sus cuadros de escenas vascas.

### Bilbao. III Salón de Humoristas de Barcelona, Exposición Internacional de París y Viaje a América
En 1920 se trasladaron a Bilbao, al moderno barrio de Iralabarri, y allí vivieron hasta 1937.

Esta fue una época muy activa para José Arrue en la que colaboró en diversos medios periódicos y revistas, participó en numerosas exposiciones y visitó América. 

En diciembre de 1924 participó en el III Salón de Humoristas de Barcelona recibiendo premio extraordinario, con medalla de plata, por su composición Amanecer. El primer premio fue para Luis Bagaría y el otro extraordinario para Ricard Opisso, ambos renombrados dibujantes catalanes.

El 29 de diciembre se le rindió un banquete-homenaje en el Hotel Antonia de Bilbao para festejar el triunfo.
Asistieron cincuenta comensales entre ingenieros, pintores, escultores y hombres de letras. Gustavo de Maeztu inició los discursos, continuando Jose Félix de Lequerica y Pedro Mourlane Michelena. El poeta Ángel Espinosa le dedicó un poema. Se leyeron numerosas adhesiones, entre otras la de Félix Lorenzo, director del periódico El Sol, Joaquín Zuazagoitia y Julián Zugazagoitia.

En 1925 se celebró en París La Exposición Internacional de Artes Decorativas e Industriales Modernas a la que acudieron los cuatro hermanos Arrue. José y Ramiro participaron con dos grandes obras de 155 x 300 cm (Baserritarrak y Fandango, respectivamente) en el stand del País Vasco de Francia. Este stand fue diseñado y presentado por Benjamin Gómez, importante arquitecto de Baiona, y representaba el Hall de un sindicato de iniciativa del país vasco (similar a una oficina de turismo).
José y Ramiro realizaron, también, pequeñas acuarelas y gouaches para decorar las pilastras del salón.
El resto de colaboradores fueron los entonces reconocidos artistas Lucien Danglade, Edouard Cazaux, Maggie Salzedo y Ochoa.
Baserritarrak, de José, fue premiada con medalla de plata y Fandango, de Ramiro, con la de oro, ambos en la clase 7: Conjuntos de Mobiliario.
Fandango, tras el fallecimiento de Ramiro Arrue, pasó a ser propiedad del Ayuntamiento de San Juan de Luz, quien lo dispuso a la vista del público en su Salón de Bodas.
Baserritarrak fue donado por los herederos de José Arrue al Museo de Bellas Artes de Bilbao el 13 de enero de 2020.
A Benjamín Gómez se le concedió por el conjunto el máximo galardón: Diploma de Honor.
Por otro lado, Ramiro y Ricardo participaron conjuntamente en el Pabellón Español, presentando unos 50 esmaltes y consiguiendo la Medalla de Oro en la clase 10: Arte e Industrias del Metal. 

Viaje a América: El 2 de mayo de 1928, José y Ramiro Arrue embarcaron en el puerto de Santurce con destino a América, en el barco Atxerri-Mendi, propiedad de la Naviera Sota y Aznar, capitaneado por Pedro Sustacha. Llevaban obras de los cuatro hermanos para exponer en Argentina y Uruguay (unos 100 cuadros además de las placas de esmalte). 

El sábado, 28 de abril de 1928, en la Sociedad Bilbaína, la Asociación de Artistas Vascos, presidida por Jenaro de Urrutia, ofreció a los cuatro hermanos un banquete de despedida y, junto a Ramiro, José y el propio Urrutia, en la mesa presidencial se sentaron Julián de Tellaeche, Gregorio de Ibarra y Antonio de Guezala. El precio del cubierto era de 25 pesetas y asistieron más de 80 comensales (entre ellos Arteta, Larroque, Quintín de Torre, Mourlane Michelena y Joaquín Zuazagoitia). Se leyeron muchísimas adhesiones y entre ellas una conmovedora de más de 200 Txistularis del País Vasco. Los tamborileros de Begoña amenizaron la cena tocando aires del país.

El 14 de junio desembarcaron en Buenos Aires. 

La gira comenzó en el Salón de Los Amigos del Arte de Buenos Aires, y continuó en Córdoba, en el nuevo local del periódico La Razón, Montevideo, en el Salón Moretti y Catelli, finalizando en Rosario de Santa Fe, en el Salón Witcomb. El seguimiento y éxito de las exposiciones fueron reflejados por la mayoría de los periódicos de las ciudades en que transcurría. 

El 12 de noviembre de 1928 embarcaron en Rosario de Santa Fe en el mismo barco y con el mismo capitán con los que habían hecho la travesía de ida, desembarcando, muy satisfechos, el 12 de diciembre, en el puerto de Bilbao.

### Durante y después de la Guerra Civil
La Guerra Civil frenó bruscamente la actividad artística y social de José Arrue. Su participación, con viñetas e historietas, en periódicos republicanos y nacionalistas de izquierda, le hicieron pagar factura; fue apresado por las tropas italianas en Santander y encarcelado durante dos años en las prisiones de Santoña, Orduña y Escolapios de Bilbao; su casa de Iralabarri en Bilbao fue ocupada y sus obras y pertenencias expoliadas. 

Tras recuperar la libertad, debió comenzar partiendo de cero. Desilusionado y abatido, se retiró por completo, y voluntariamente, del panorama artístico, instalándose, en junio de 1940, en Areta (Llodio). Allí consiguió con la ayuda de su familia y sus “nuevos amigos”, la gente del pueblo, la paz necesaria para continuar trabajando en lo que siempre había sido su verdadera pasión, la pintura, recuperando rápidamente el buen humor y el optimismo propios de  su carácter.
En 1963 se trasladó a Llodio donde vivió  apaciblemente y continuó pintando hasta su fallecimiento, el 5 de abril de 1977, a los 91 años de edad.

## Obra
La obra de José Arrue es muy extensa y variada, incluyendo la colaboración en periódicos y revistas, ilustración de carteles, libros, partituras y calendarios, realización de murales y frisos, colecciones de tarjetas postales, dibujos publicitarios, cerámica artística, abanicos, libritos para papel de fumar y, en menor medida, diseño de dibujos para tapicería y decoración de teatro.

### Historietas
Colaboró regularmente, hasta 1937, con dibujos e historietas humorísticas en diferentes medios periodísticos de Bilbao (El Liberal, Erri), San Sebastián (Acción Vasca, Tierra vasca), Madrid (El Sol, Crisol y  Luz, fundados por Nicolás María de Urgoiti) y Buenos Aires (La Razón).

En la revista  Vida Vasca  participó desde su primer número (1924), siendo autor, casi ininterrumpidamente durante más de treinta años, tanto de la portada como de la página humorística, historietas y numerosas ilustraciones de relatos y cuentos de diferentes autores.
La portada de 1977 y el artículo de “Joseba de Erandio” de la página 147-153 fueron un homenaje a José Arrue en el año de su fallecimiento.

### Carteles
Tras ser ganador del concurso organizado por el Ayuntamiento de Bilbao, realizó los carteles para las corridas de toros de la plaza de Vista Alegre en los años 1909, 1910 y 1919, en los que están representados toreros y conocidos personajes aficionados de la época.

También resultó ganador su cartel para el II Certamen Nacional del Trabajo que tuvo lugar en Bilbao en 1928.

Otros carteles de José Arrue son el de la Gran Semana Vasca patrocinada por el Ayuntamiento de San Sebastián en septiembre de 1927 y el realizado para la campaña a favor del estatuto, en 1933, con la inscripción Estatuto… Sin pérdida de empleo ni jornal.

### Ilustración de libros
Entre los libros ilustrados cabe destacar  “Los esclavos felices” de Juan de Eresalde (pseudónimo de José E. de Arriaga), en 1935, la ópera escrita por Juan Crisóstomo de Arriaga  a los 13 años, “El viaje a Navarra de Chaho” de Justo Gárate, en 1933,  “Ansonekoa”  también de José E. de Arriaga, en 1931 (biografía sobre el "forzudo vasco" Juan Bautista Artaza Iraolaga),  “Guipúzcoa. Lecturas” de Bonifacio Arrabal, en 1930 o Juanchín. Primer libro de lectura de Alejandro Manzanares, en 1940.

Otros libros ilustrados por José Arrue son “Cuentos de Klin Klon” de Félix Garci-Arceluz, en 1918, “El espíritu de la economía: sencillas reflexiones destinadas a ser difundidas entre los niños” de Gregorio Múgica, en 1922, “El Caserío. Comedia lírica en tres actos”  de Federico Romero y Guillermo Fernández Shaw. Música del maestro Guridi”, en 1926 y varios cuentos y novelas vascas de Aranaz Castellanos, como El Cojo Campeón (1911), Garrafón en el convento (1913), Cachalote (1918), Begi-Eder (1919), El Prosedimiento (1919), La vida se es sueño (1919), El negosio de Doña Francisca (1922), Calabazatorre (1923), Carmenchu (1923), Mari-Cata (1924) y Trenzas de oro  (1924).

También ilustró partituras como El Roble y el Ombú, de Félix Garci-Arceluz (1914), Deun-Agate-n Abestijak, Donostiar Joseba Andoni (1915), Colección de Aires Vascongados, Iruñari, de N. Ledesma (1916) o Ecos de la romería. Popurrí de jotas populares del país vasco, de Enrique de Eguía (1945)

### Calendarios y Tarjetas postales
Fueron populares las láminas para calendarios que realizó para Félix de Barañano S.A.  Bilbao (1943), Caja de Ahorros Vizcaína (varios en la década de los 40), Arcadio D. de Corcuera S.A. Venta de maquinarias, accesorios y herramientas. Bilbao (de 1947 a 1966) o Muñuzuri, Lefranc, Ripolín, S.A. Fábrica de barnices, esmaltes y pinturas. Bilbao (de 1950 a 1969).

Sus cuadros fueron reproducidos en colecciones de tarjetas postales por la Asociación de Artistas vascos (1916)  y por las casas LUX, en 1913, E. Verdes, en 1923, Laborde y Labayen, en 1930, FHER, entre 1940 y 1962, y EVA, en 1962.  

### Murales y frisos

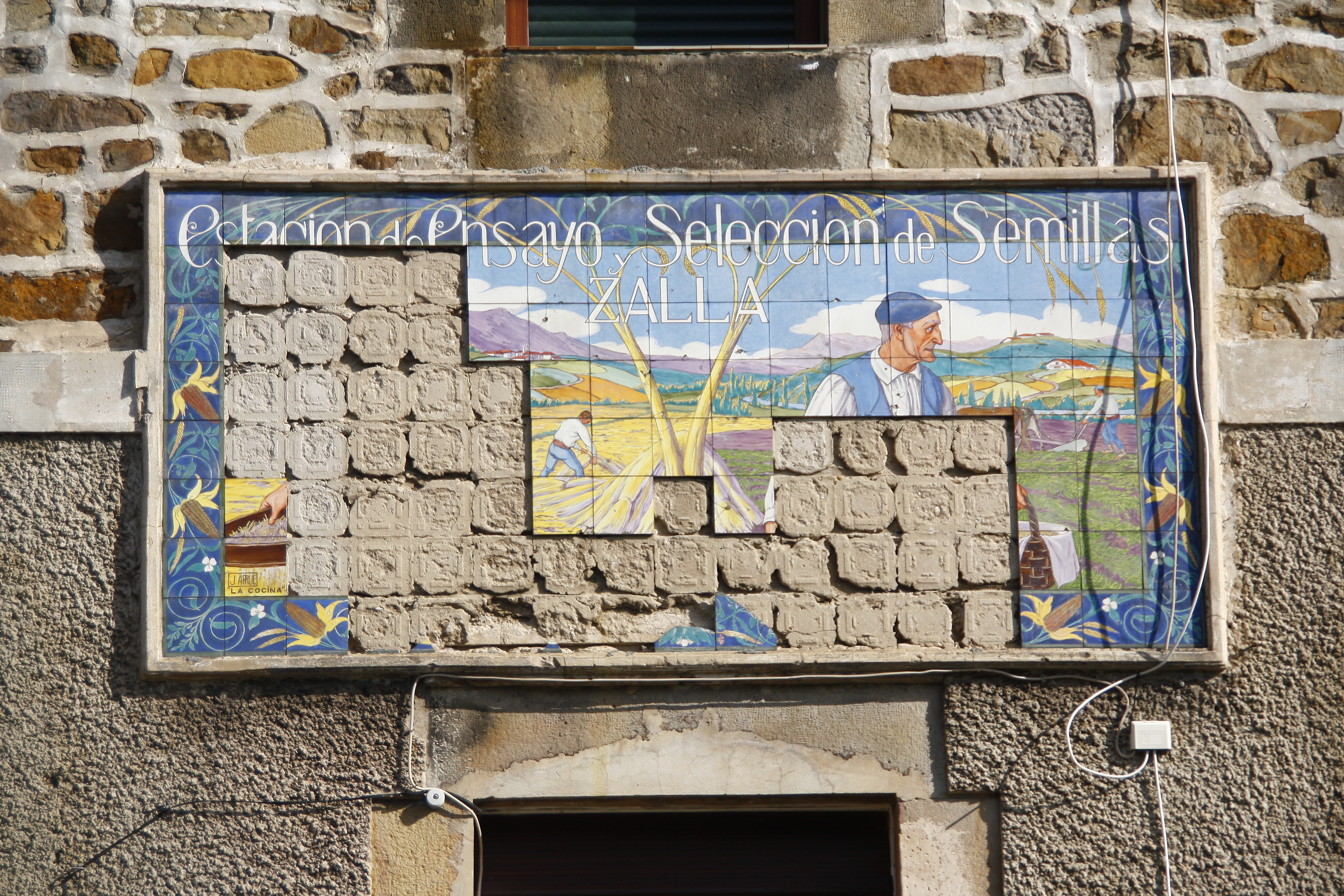
Mural de azulejos con la firma "J.Arrue".

Realizó  frisos como el del comedor del Palacio del Marqués de Olaso en San Salvador del Valle (1912) o el que sirvió para adornar un salón del Club Náutico de Bilbao, cuando este se encontraba en el primer piso del Teatro Arriaga (1919). 
Y murales como el de la fachada de la casa de Luis Lerchundi, conocida actualmente como la Casa de los Aldeanos, en la Plaza de Indautxu de Bilbao (1929) o la decoración de las paredes de la Casa del Huérfano del Miliciano en el barrio bilbaíno de Santutxu (1936). También pintó las paredes del bar del antiguo Balneario de Betelu  (1943). Y vidrieras como la de la casa de Antxon Bandrés en Bilbao. 

### Publicidad
Varias casas de Bilbao encargaron a José Arrue la publicidad de sus productos, como Bombonería selecta Asun, Licores Abaitua, Lotería Azcarreta, “Coprobalina” de J. Bolívar, Coñac Faro de Bodegas Bilbaínas, Restaurante Luciano, Caja de Ahorros Vizcaína, Bicicletas Fidelia y Lapize de Echebarria, Licor Izarra, Vinos y Licores de Félix Barañano o Ferretería La vajilla.

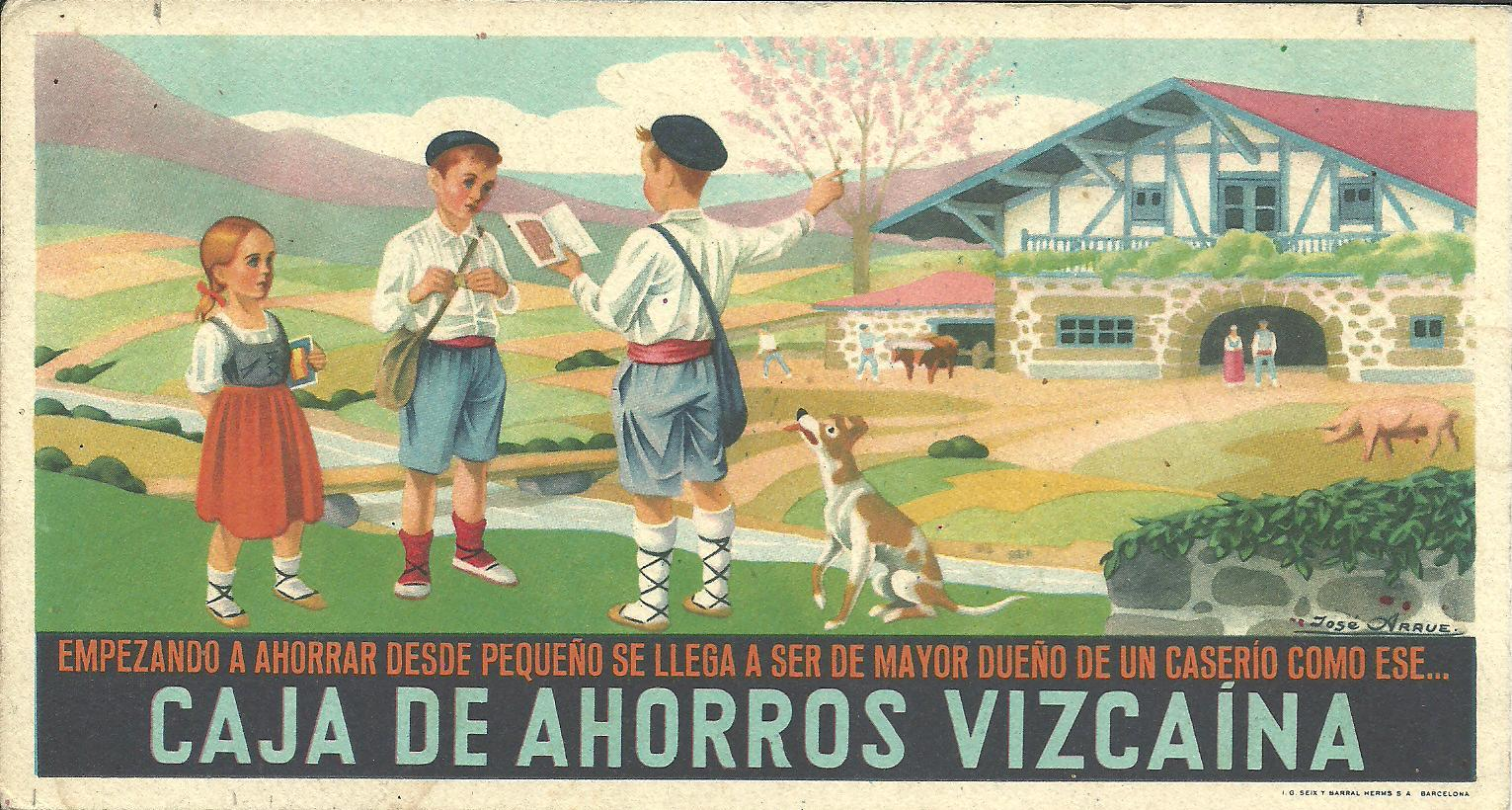
Secante C.A.V

### Temática de la obra
En lo referente a la temática de la obra, además de las conocidas romerías con multitud de personajes fielmente dibujados, José Arrue reproduce todo tipo de escenas y costumbres vascas, juegos y deportes tradicionales como soka-tira, pruebas de bueyes, segalaris, aizkolaris, pelotaris, juegos de bolos, pastores, pescadores, sidrerías, txakolinerías y danzas vascas, así como escenas de aldeanos tratadas con gran cariño y fino humorismo reflejo del propio carácter del autor.

Todo ello representa un fiel testimonio para el conocimiento del mundo vasco de finales del siglo XIX y principios del XX.

### Museos e Instituciones
Sus obras se encuentran conservadas en museos, instituciones y, en su mayoría, en domicilios particulares.
Hay cuadros de José Arrue en el Museo de Bellas Artes de Bilbao, Museo Vasco de Bilbao, Museo Vasco de Bayona, Museo Euskal Herria de Gernika, Museo Taurino de Bilbao (Plaza de Vista Alegre) o Museo del Athletic Club de Bilbao, así como en la colecciones de Iberdrola, BBVA, BBK, KUTXA, Sociedad Bilbaína o Club Marítimo del Abra.
La descripción de las obras propiedad de estas instituciones puede encontrarse en la Página Oficial de José Arrue.

## Premios y reconocimientos
- Ganador en el Concurso de Carteles convocado por la Junta Administrativa de la Plaza de Vista Alegre en 1909, para seleccionar el cartel anunciador de las corridas de feria de agosto.
- Ganador en el Concurso de Carteles convocado por la Junta Administrativa de la Plaza de Vista Alegre en 1910, para seleccionar el cartel anunciador de las corridas de feria de agosto.
- Ganador en el Concurso de Bocetos celebrado por la Junta administrativa de la Plaza de Vista Alegre en 1919, para seleccionar el cartel anunciador de las corridas de feria de agosto.
- Gernika, III Congreso de Estudios Vascos, septiembre de 1922. Seleccionada por el Jurado de la Exposición de Arte Moderno la obra Romería en la plaza para ser adquirida y destinada a la colección del Museo de Bellas Artes de Bilbao.
- Premio Extraordinario en el III Salón de Humoristas de Barcelona de 1924 por su obra Atardecer.
- Primer premio en la sección “Caricatura” de la Exposición de Bellas Artes que con motivo de las Fiestas Euskaras se celebró en Fuenterrabía del 5 al 13 de septiembre de 1925.
- Segundo Premio con Diploma y Medalla de Plata en la Exposición Internacional de Artes Decorativas e Industriales Modernas, París (1925), por la obra Baserritarrak, óleo sobre lienzo de 155 x 242 cm, hoy día propiedad del Museo de Bellas Artes de Bilbao.

- Seleccionado para ilustrar el cartel anunciador de la primera Gran Semana Vasca de San Sebastián organizada por el Ayuntamiento en 1927.
- Primer premio en el Concurso de carteles para el II Certamen del Trabajo celebrado en Bilbao en agosto de 1928.
- Bilbao, II Exposición de Artistas Vascos, organizada por la Junta del Museo de Arte Moderno,15 de mayo a 15 de junio de 1932. Seleccionada por el Jurado la obra Un Pastor para ser adquirida y destinada a la colección del Museo de Arte Moderno.
- Mención especial del Jurado en el Concurso de Carteles convocado por la Junta Administrativa de la plaza de toros de Vista Alegre en 1932, por el boceto presentado con el lema “Sol”.
- En julio de 1971 el Ayuntamiento de Bilbao cambió el nombre de la calle Pájaro de Ibarrekolanda (Deusto) por el de Arrue Margolarien Kalea (calle Pintores Arrue) como reconocimiento a los cuatro hermanos pintores.
- Poco después de su fallecimiento, el Ayuntamiento de Llodio le dedicó una calle, Pintor José Arrue Kalea (Calle del Pintor José Arrue), perpendicular y muy próxima a su último domicilio en Carmen, 33.
- En abril de 2001 la Asociación Filatélica Laudio organizó una exposición en homenaje a José Arrue elaborando un matasellos conmemorativo con su fotografía.
- El 31 de agosto de 2017 el Ayuntamiento de Orozco, en sesión extraordinaria, acordó el nombramiento de Hijo Adoptivo a José Arrue junto con el poeta Blas de Otero.
- Con el título de "Actividades de reencuentro de Laudio con el ilustre pintor José Arrue", el ayuntamiento de Llodio organizó, durante los meses de noviembre y diciembre de 2023, dos conferencias, una exposición pictórica y la colocación de una estatua en la Plaza Alberto Acero de la localidad. Las conferencias versaron sobre "José Arrue (1885-1977). Antes y después de la guerra", por Egoitz Bernaola Luxa y "Herri janzkera José Arrueren begiradan-Laudio y sus gentes, vestidos por José Arrue", por Amaia Mujika Goñi. La exposición fue organizada por la Cofradía del Señor San Roque. La estatua fue creada por la escultora Lurdes Umerez (Alfa Arte).